# Tauben-Täubling
Der Tauben-Täubling (Russula grisea syn. Russula palumbina) ist ein Pilz aus der Familie der Täublingsverwandten (Russulaceae). Er zeichnet sich durch einen stahlgrauen bis graulilafarbenen Hut mit oft ockerlich entfärbter Mitte sowie meist cremefarbenen Lamellen aus. Ein anderer Name für diesen Pilz ist Grauvioletter (Reif-)Täubling.

## Merkmale

### Makroskopische Merkmale
Der Hut ist erst kugelig, später gewölbt und schließlich ausgebreitet. Der Rand kann nach oben gebogen sein. Die Hutmitte ist bereits früh niedergedrückt. Er erreicht einen Durchmesser von 5 bis 11 Zentimetern. Die Färbung reicht von schwärzlich olivfarben und tief purpurgrau über eisengrau bis fast lila oder grauoliv. Blasse Formen sind cremeoliv getönt. Die Hutmitte ist häufig entfärbt. Oft besitzen die Hüte einen ähnlichen rötlichen Ton wie der Fleischrote Speise-Täubling (R. vesca). Sie besitzen dunkel oder heller gefärbte oliv-, ocker-, strohfarbene oder rötliche Flecken.
Die runzelige Huthaut ist bereift und nur bei nassem Wetter feucht, sonst trocken. Sie ist in der Mitte angewachsen und lässt sich höchstens bis zur Hälfte ablösen. Oft ist die Haut aufgerissen, so dass das darunter befindliche Fleisch rotviolett erscheint. Der Hutrand ist relativ regelmäßig, glatt und häufig verbogen. Im Alter ist er gerieft. Die Konsistenz des Hutfleisches ist fest und ziemlich hart.
Die Lamellen sind cremefarben oder seltener weißcreme. Sie sind dünn und stehen mehr oder weniger gedrängt. Darüber hinaus sind sie sehr zerbrechlich. Die Blätter sind vor allem in der Nähe des Stieles mit freien, recht oft gegabelten oder verwachsenen kurzen Lamellen untermischt.
Der Stiel ist weiß gefärbt, kann aber manchmal auch lila, rotviolett oder wässrig rot erscheinen. Er ist recht kurz, erreicht eine Länge von 4 bis 9 Zentimetern und wird zwischen 1,2 und 3,2 Zentimeter dick. Er neigt dazu, sich etwas gelb, braun oder braunrot beziehungsweise gelbbraun zu verfärben. Zur Basis hin wird er an der Oberfläche fleckig und, besonders nach oben hin, bereift oder etwas gestreift. In der Regel ist er vollfleischig und hart, im Alter kann er jedoch etwas hohl werden.
Das Fleisch ist weiß, neigt aber dazu etwas zum Bräunen. Unter der Huthaut ist es gleich wie diese gefärbt oder nur an einigen Stellen rotviolett, wenn es für längere Zeit der Luft ausgesetzt wird. Das Fleisch ist fest oder auch hart und dick; im Alter wird es allerdings brüchig. Es riecht unbedeutend. Der Geschmack ist mild oder in den Lamellen etwas scharf. Mit Eisensulfat färbt es sich rotorange.
Das Sporenpulver ist cremefarben. In einer dickeren Schicht erscheint es buttergelb.

### Mikroskopische Merkmale
Die Sporen sind farblos und mit 6,5–8(9,2) × (5)5,5–6,5 Mikrometern relativ klein. Die Oberfläche ist mit Warzen oder Stacheln bedeckt, die als Ketten vereinigt sein können, so dass die Zeichnung zebragemustert oder manchmal Stellenweise fast netzartig erscheint. Die Warzen sind später fast rechteckig oder kegelförmig. Manchmal sind sie etwas amyloid. Die Zystiden sind bauchig, gelegentlich auch keulenförmig.

## Artabgrenzung
Der Tauben-Täubling kann mit dem Frauen-Täubling (Russula cyanoxantha) verwechselt werden, der allerdings auffällig elastische und speckige Lamellen besitzt. Der ebenfalls ähnliche Blaugrüne Reif-Täubling (Russula parazurea) hat eher blau- oder graugrüne Hutfarben. Dessen Oberfläche ist stärker schorfig-mehlig bereift; im Alter riecht er nach Käse. Sicheres Unterscheidungsmerkmal ist die blass rosabräunliche Verfärbung mit Eisensulfat. Verwechslungen sind auch mit dem Papageien-Täubling (Russula ionochlora) möglich, der mit dem Tauben-Täubling nah verwandt ist und auch als dessen Variation beschrieben wurde. Dieser besitzt eine gelbgrüne Hutmitte und einen meist rosa bis violetten Rand, der reinere Farben als der Tauben-Täubling aufweist. Außerdem ist das Fleisch unter der Huthaut weiß und das Sporenpulver cremeweiß.

## Ökologie
Der Tauben-Täubling ist eine wärmeliebende Art, die in entsprechenden Buchen-, Tannen-Buchen- und Eichen-Hainbuchenwäldern zu finden ist; mitunter kommt sie auch in Fichtenwäldern sowie in Parks, Friedhöfen und ähnlichen Biotopen vor.
Der Pilz bevorzugt flache bis mittelgründige, frische und mildhumose Böden im neutralen bis basischen pH-Bereich, die mäßig bis stark basen- und kalkhaltig sowie schwach bis mäßig nährstoffhaltig sind. So ist der Tauben-Täubling auf entsprechenden Braunlehm-Rendzinen, Terra fusca leicht bis stark verlehmten Kalkbraun- und Parabraunerden und Pelosolen auf Kalken, Mergeln und basenreichen Tiefgestein zu finden.
Der Tauben-Täubling ist ein Mykorrhiza-Pilz, der meist mit Laubbäumen wie Eichen, Rot- und Hainbuchen in Verbindung steht. Es ist zu beobachten, dass die bevorzugte Baumart je nach Region deutlich schwankt. Seltener kommt er auch unter Fichten vor. Die Fruchtkörper werden zwischen Ende Mai und Mitte September gebildet. Selten erscheinen vereinzelt noch Exemplare bis zu einem guten Monat später.

## Verbreitung

Europäische Länder mit Fundnachweisen des Tauben-Täublings.
Legende:
Länder mit Fundmeldungen
Länder ohne Nachweise
keine Daten
außereuropäische Länder

Der Tauben-Täubling ist in der Holarktis meridional bis boreal verbreitet. Er ist in Europa, Nord- und Westasien sowie in Nordafrika (Marokko, Algerien) zu finden. In Europa reicht das Gebiet von Frankreich, den Niederlanden und Großbritannien (nördlich bis zu den Hebriden) im Westen bis Belarus im Osten. Nach Süden erstreckt sich die Verbreitung bis Spanien, die Balearen, Italien, Griechenland und Rumänien; nach Norden reicht sie bis Norwegen, Schweden und Finnland.
In Deutschland ist der Pilz von Ostholstein bis ins Alpenvorland mit unterschiedlicher Dichte verbreitet. In Regionen mit basenarmen Sanden sowie in sauren Nadelwälder fehlt er. Dort ist stattdessen der nah verwandte Papageien-Täubling (Russula ionochlora) zu finden.

## Systematik

### Infragenerische Systematik
Der Tauben-Täubling ist die Typart der Untersektion Griseinae, einer Untersektion der Sektion Heterophyllea. Die Untersektion enthält mittel- bis große Arten mit grauem, grünen, violettem oder olivfarbenem Hut. Die an sich mild schmeckenden Pilze haben leicht schärfliche Lamellen, ihr Sporenpulver ist cremefarben bis ocker.

### Unterarten und Varietäten
Der Tauben-Täubling ist sehr variabel, so dass von ihm mehrere intraspezifische Taxa beschrieben wurden.
| Varietät                     | Autor             | Beschreibung |
| ---------------------------- | ----------------- | --- |
| Russula grisea var. pictipes | (Cooke) Romagnesi | Die Varietät besitzt einen zwei- bis dreifarbigen Stiel, oben violett, unten olivgrün und dazwischen weiß. Die Farben bleiben auch beim Trocknen erhalten. |
| Russula grisea var. iodes    | Romagnesi         | Zeichnet sich durch stärker purpurbraune bis lilaviolette Huttöne und eine mehr oder weniger samtige Oberfläche aus. Weitere Merkmale sind die graurosa Verfärbung mit Eisensulfat und die überwiegend partiell genetzten Sporen. Die var. parazuroides ad inter, nom. nud. ist unter Birken, Esskastanien, Eichen und Linden zu finden. Krieglsteiner et al. gestehen allerdings nur der var. iodes eine gewisse Eigenständigkeit zu. |

## Bedeutung
Der Tauben-Täubling ist essbar.